# 横井忠夫
横井 忠夫（よこい ただお、1935年 - ）は、日本の書籍編集者。文筆家。

## 来歴
愛知県生まれ。東京大学法学部卒業。日本評論社に勤務、主に書籍の編集に携わる。94年退職。

## 著書
- 『誤訳悪訳の病理 ミスを防ぐためのαからωまで』現代ジャーナリズム出版会 1971
- 『外来語と外国語 パズルによる語学入門』現代ジャーナリズム出版会 1973
- 『外来語語源ものしり辞典 これだけは知っておきたい精選451語』大和出版 グリーン・ブックス 1979
- 『外来語の誤典 日常会話でも・海外旅行でも・変な外国語を使って失敗しない全集』自由国民社 「日本語の誤典」シリーズ 1979
- 『英語語源ものしり辞典 コトバの向こうにアメリカが見える』大和出版 グリーン・ブックス 1981
- 『日欧比較言語学 元編集者のワード・ウォッチング』全3巻　東洋書店 1995－2000

## 参考
- 『外来語語源ものしり辞典』著者紹介

| スタブアイコン | サブスタブ | この項目は、まだ閲覧者の調べものの参照としては役立たない、文人（小説家・詩人・歌人・俳人・作詞家・作家・放送作家・随筆家（コラムニスト）・文芸評論家）に関連した書きかけの項目です。この項目を加筆・訂正などしてくださる協力者を求めています（P:文学/PJ:作家）。 |